# Gypsophila aulieatensis
Gypsophila aulieatensis är en nejlikväxtart som beskrevs av Boris Fedtjenko. Gypsophila aulieatensis ingår i släktet slöjor, och familjen nejlikväxter. Inga underarter finns listade i Catalogue of Life.